# Élections législatives de 1978 dans le Val-d'Oise
Les élections législatives françaises de 1978 se déroulent les 12 et 19 mars. Dans le département du Val-d'Oise, cinq députés sont à élire dans le cadre de cinq circonscriptions.

## Élus
| Circonscription | Député sortant                                    | Parti | Parti  | Député élu ou réélu   | Parti | Parti     |
| --------------- | ------------------------------------------------- | ----- | ------ | --------------------- | ----- | --------- |
| 1re             | Yves de Kervéguen suppléant de Michel Poniatowski |       | RI     | Alain Richard         |       | PS        |
| 2e              | Claude Weber                                      |       | PCF    | Jean-Pierre Delalande |       | RPR       |
| 3e              | Léon Feix                                         |       | PCF    | Robert Montdargent    |       | PCF       |
| 4e              | René Ribière                                      |       | Divers | André Petit           |       | UDF (CDS) |
| 5e              | Henry Canacos                                     |       | PCF    | Henry Canacos         |       | PCF       |

## Résultats

### Résultats à l'échelle du département
| Parti          | Parti                                       | Premier tour | Premier tour | Second tour | Second tour | Sièges |
| Parti          | Parti                                       | Voix         | %            | Voix        | %           | Sièges |
| -------------- | ------------------------------------------- | ------------ | ------------ | ----------- | ----------- | ------ |
|                | Parti communiste français                   | 93 360       | 22,73        | 168 258     | 40,80       | 2      |
|                | Parti socialiste                            | 80 101       | 19,50        | 45 368      | 11,00       | 1      |
|                | Union des gaullistes de progrès             | 14 921       | 3,63         | Retrait     | Retrait     | 0      |
|                | Mouvement des radicaux de gauche            | 6 647        | 1,62         |             |             | 0      |
|                | Union de la gauche                          | 195 029      | 47,48        | 213 626     | 51,80       | 3      |
|                |                                             |              |              |             |             |        |
|                | Rassemblement pour la République            | 77 650       | 18,91        | 106 403     | 25,80       | 1      |
|                | Union pour la démocratie française          | 62 157       | 15,13        | 92 354      | 22,40       | 1      |
|                | Divers droite                               | 28 931       | 7,04         |             |             | 0      |
|                | Parti social-démocrate                      | 8 778        | 2,14         | 0           |             |        |
|                | Centre national des indépendants et paysans | 72           | 0,02         | 0           |             |        |
|                | Majorité présidentielle                     | 177 588      | 43,24        | 198 757     | 48,19       | 2      |
|                |                                             |              |              |             |             |        |
|                | Écologie 78                                 | 18 254       | 4,44         |             |             | 0      |
|                | Extrême gauche (dont LO et LCR)             | 8 244        | 2,02         | 0           |             |        |
|                | Parti socialiste unifié                     | 6 441        | 1,57         | 0           |             |        |
|                | Extrême droite (dont PFN et FN)             | 3 046        | 0,74         | 0           |             |        |
|                | Gaullistes d'opposition                     | 1 154        | 0,28         | 0           |             |        |
|                | Divers gauche                               | 976          | 0,24         | 0           |             |        |
|                |                                             |              |              |             |             |        |
| Inscrits       | Inscrits                                    | 505 522      | 100,00       | 504 238     | 100,00      | 5      |
| Abstentions    | Abstentions                                 | 87 591       | 17,33        | 80 272      | 15,92       |        |
| Votants        | Votants                                     | 417 931      | 82,67        | 423 966     | 84,08       |        |
| Blancs et nuls | Blancs et nuls                              | 7 199        | 1,72         | 11 583      | 2,73        |        |
| Exprimés       | Exprimés                                    | 410 732      | 98,28        | 412 383     | 97,27       |        |

### Résultats par circonscription

#### Première circonscription (Pontoise - L'Isle-Adam)
| Candidat                                 | Candidat                   | Parti                  | Premier tour | Premier tour | Second tour | Second tour |  |
| Candidat                                 | Candidat                   | Parti                  | Voix         | %            | Voix        | %           |  |
| ---------------------------------------- | -------------------------- | ---------------------- | ------------ | ------------ | ----------- | ----------- |  |
|                                          | Michel Poniatowski sortant | UDF (PR)               | 32 740       | 37,08        | 44 227      | 49,36       |  |
|                                          | Alain Richard élu          | PS                     | 20 174       | 22,85        | 45 368      | 50,64       |  |
|                                          | Dominique Gallet           | UGP (PCF)              | 14 921       | 16,90        | Retrait     | Retrait     |  |
|                                          | Christian Tessier          | RPR                    | 5 536        | 6,27         |             |             |  |
|                                          | Alexandre Stère-Seilinger  | Écologie 78            | 4 981        | 5,64         |             |             |  |
|                                          | Daniel Ancelet             | MRG                    | 1 833        | 2,08         |             |             |  |
|                                          | Jean-François Godchau      | Extrême gauche (LCR)   | 1 692        | 1,90         |             |             |  |
|                                          | Christian Mercier          | Extrême gauche (LO)    | 1 452        | 1,64         |             |             |  |
|                                          | Bernard Cenzi              | Divers droite (PSD)    | 1 086        | 1,23         |             |             |  |
|                                          | Gilles Bourchy             | PSU (FA)               | 978          | 1,11         |             |             |  |
|                                          | Jenny Guignache            | Extrême droite (PFN)   | 910          | 1,04         |             |             |  |
|                                          | Françoise Rollin           | Divers droite          | 630          | 0,71         |             |             |  |
|                                          | Pierre Boedard             | Extrême gauche (UOPDP) | 234          | 0,27         |             |             |  |
|                                          | Jean-Louis Varenne         | FN                     | 234          | 0,27         |             |             |  |
|                                          |                            |                        |              |              |             |             |  |
| Inscrits                                 | Inscrits                   | Inscrits               | 105 272      | 100,00       | 104 927     | 100,00      |  |
| Abstentions                              | Abstentions                | Abstentions            | 16 378       | 15,56        | 13 572      | 12,93       |  |
| Votants                                  | Votants                    | Votants                | 88 894       | 84,44        | 91 355      | 87,07       |  |
| Blancs et nuls                           | Blancs et nuls             | Blancs et nuls         | 1 493        | 1,68         | 1 760       | 1,93        |  |
| Exprimés                                 | Exprimés                   | Exprimés               | 87 401       | 98,32        | 89 595      | 98,07       |  |
| Source : Le Monde du 14 mars 1978, p. 12 |                            |                        |              |              |             |             |  |

#### Deuxième circonscription (Cormeilles - Taverny)
| Candidat       | Candidat                  | Parti               | Premier tour | Premier tour | Second tour | Second tour |  |
| Candidat       | Candidat                  | Parti               | Voix         | %            | Voix        | %           |  |
| -------------- | ------------------------- | ------------------- | ------------ | ------------ | ----------- | ----------- |  |
|                | Claude Weber sortant      | PCF                 | 17 824       | 26,73        | 32 796      | 48,54       |  |
|                | Jean-Pierre Delalande élu | RPR                 | 16 573       | 24,85        | 34 771      | 51,46       |  |
|                | Jean-Pierre Le Coadic     | PS                  | 12 730       | 19,09        | Retrait     | Retrait     |  |
|                | François Garcia           | UDF                 | 10 761       | 16,14        |             |             |  |
|                | Louis Amice               | Écologie 78         | 5 272        | 7,91         |             |             |  |
|                | Jean-Claude Maillard      | MRG                 | 1 179        | 1,77         |             |             |  |
|                | Gérald Lejars             | Extrême gauche (LO) | 856          | 1,28         |             |             |  |
|                | Gérard Orget              | Divers droite       | 741          | 1,11         |             |             |  |
|                | Claire Lippus             | GO (MDD)            | 613          | 0,92         |             |             |  |
|                | Robert Grossot            | FN                  | 442          | 0,66         |             |             |  |
|                | Luc-Martin Chauffier      | GO (UGP)            | 388          | 0,58         |             |             |  |
|                |                           |                     |              |              |             |             |  |
| Inscrits       | Inscrits                  | Inscrits            | 81 748       | 100,00       | 81 490      | 100,00      |  |
| Abstentions    | Abstentions               | Abstentions         | 13 393       | 16,38        | 11 785      | 14,46       |  |
| Votants        | Votants                   | Votants             | 68 355       | 83,62        | 69 705      | 85,54       |  |
| Blancs et nuls | Blancs et nuls            | Blancs et nuls      | 976          | 1,43         | 2 138       | 3,07        |  |
| Exprimés       | Exprimés                  | Exprimés            | 67 379       | 98,57        | 67 567      | 96,93       |  |

#### Troisième circonscription (Argenteuil - Bezons)
| Candidat       | Candidat                         | Parti                | Premier tour | Premier tour | Second tour | Second tour |  |
| Candidat       | Candidat                         | Parti                | Voix         | %            | Voix        | %           |  |
| -------------- | -------------------------------- | -------------------- | ------------ | ------------ | ----------- | ----------- |  |
|                | Robert Montdargent sortant réélu | PCF                  | 25 756       | 46,63        | 34 012      | 63,65       |  |
|                | Claude Roland                    | RPR                  | 15 571       | 28,34        | 19 422      | 36,35       |  |
|                | Pierre-Yves Lecharny             | PS                   | 7 979        | 14,52        |             |             |  |
|                | Georges Allain                   | Écologie 78          | 3 143        | 5,72         |             |             |  |
|                | André Richard                    | Divers droite (PSD)  | 852          | 1,55         |             |             |  |
|                | Jean-Paul Parage                 | PSU (FA)             | 830          | 1,51         |             |             |  |
|                | Daniel Curtenelle                | Extrême gauche (LO)  | 758          | 1,38         |             |             |  |
|                | Paul Obadia                      | Extrême gauche (LCR) | 351          | 0,64         |             |             |  |
|                | Robert Bardet                    | Divers               | 0            | 0            |             |             |  |
|                |                                  |                      |              |              |             |             |  |
| Inscrits       | Inscrits                         | Inscrits             | 69 810       | 100,00       | 69 810      | 100,00      |  |
| Abstentions    | Abstentions                      | Abstentions          | 13 754       | 19,7         | 14 778      | 21,17       |  |
| Votants        | Votants                          | Votants              | 56 056       | 80,3         | 55 032      | 78,83       |  |
| Blancs et nuls | Blancs et nuls                   | Blancs et nuls       | 816          | 1,46         | 1 598       | 2,9         |  |
| Exprimés       | Exprimés                         | Exprimés             | 55 240       | 98,54        | 53 434      | 97,1        |  |

#### Quatrième circonscription (Montmorency - Enghien)
| Candidat       | Candidat             | Parti                   | Premier tour | Premier tour | Second tour | Second tour |  |
| Candidat       | Candidat             | Parti                   | Voix         | %            | Voix        | %           |  |
| -------------- | -------------------- | ----------------------- | ------------ | ------------ | ----------- | ----------- |  |
|                | André Petit élu      | UDF (CDS)               | 18 656       | 21,55        | 48 127      | 54,58       |  |
|                | Jean Maire           | PS                      | 15 295       | 17,67        | 40 049      | 45,42       |  |
|                | Francis Combes       | PCF                     | 14 827       | 17,13        | Retrait     | Retrait     |  |
|                | Guy Sabatier         | RPR                     | 13 935       | 16,1         | Retrait     | Retrait     |  |
|                | René Ribière sortant | diss. RPR               | 8 677        | 10,02        |             |             |  |
|                | Michel Beauvais      | Écologie 78             | 4 858        | 5,61         |             |             |  |
|                | François Gayet       | MRG                     | 3 635        | 4,2          |             |             |  |
|                | Louis Girard         | Divers droite (PSD)     | 2 035        | 2,35         |             |             |  |
|                | François Marmèche    | PSU (FA)                | 1 149        | 1,33         |             |             |  |
|                | Marie Ruat           | Extrême droite (PFN)    | 1 027        | 1,19         |             |             |  |
|                | Simone Vidal         | Divers gauche (Choisir) | 976          | 1,13         |             |             |  |
|                | Jacques Barrat       | GO (MDD)                | 766          | 0,88         |             |             |  |
|                | Martine Hymbert      | Extrême gauche (LO)     | 736          | 0,85         |             |             |  |
|                |                      |                         |              |              |             |             |  |
| Inscrits       | Inscrits             | Inscrits                | 105 889      | 100,00       | 105 760     | 100,00      |  |
| Abstentions    | Abstentions          | Abstentions             | 18 248       | 17,23        | 15 960      | 15,09       |  |
| Votants        | Votants              | Votants                 | 87 641       | 82,77        | 89 800      | 84,91       |  |
| Blancs et nuls | Blancs et nuls       | Blancs et nuls          | 1 069        | 1,22         | 1 624       | 1,81        |  |
| Exprimés       | Exprimés             | Exprimés                | 86 572       | 98,78        | 88 176      | 98,19       |  |

#### Cinquième circonscription (Sarcelles - Garges-lès-Gonesse)
| Candidat       | Candidat                    | Parti                | Premier tour | Premier tour | Second tour | Second tour |  |
| Candidat       | Candidat                    | Parti                | Voix         | %            | Voix        | %           |  |
| -------------- | --------------------------- | -------------------- | ------------ | ------------ | ----------- | ----------- |  |
|                | Henry Canacos sortant réélu | PCF                  | 34 953       | 30,62        | 61 401      | 54,04       |  |
|                | Bernard Deforge             | RPR                  | 26 035       | 22,81        | 52 210      | 45,96       |  |
|                | Michel Jaurrey              | PS                   | 23 923       | 20,96        | Retrait     | Retrait     |  |
|                | Maurice Gigoi               | Divers droite        | 16 566       | 14,51        |             |             |  |
|                | Claude Bigel                | Divers droite (PSD)  | 4 805        | 4,21         |             |             |  |
|                | Gérard Pringot              | PSU (FA)             | 3 484        | 3,05         |             |             |  |
|                | Gérard Valentino            | Extrême gauche (LO)  | 1 621        | 1,42         |             |             |  |
|                | Francis Théodore            | Divers droite        | 932          | 0,82         |             |             |  |
|                | Jean-Pierre Zebboudj        | Divers droite        | 772          | 0,68         |             |             |  |
|                | Lucien Martilly             | Extrême gauche (LCR) | 544          | 0,48         |             |             |  |
|                | Alfred Firetto              | Extrême droite       | 433          | 0,38         |             |             |  |
|                | Jean Meunier                | Divers droite (CNIP) | 72           | 0,06         |             |             |  |
|                |                             |                      |              |              |             |             |  |
| Inscrits       | Inscrits                    | Inscrits             | 142 803      | 100,00       | 142 251     | 100,00      |  |
| Abstentions    | Abstentions                 | Abstentions          | 25 818       | 18,08        | 24 177      | 17          |  |
| Votants        | Votants                     | Votants              | 116 985      | 81,92        | 118 074     | 83          |  |
| Blancs et nuls | Blancs et nuls              | Blancs et nuls       | 2 845        | 2,43         | 4 463       | 3,78        |  |
| Exprimés       | Exprimés                    | Exprimés             | 114 140      | 97,57        | 113 611     | 96,22       |  |